# Xeon
Xeon (/ ˈziːɒn / ZEE-on) là một thương hiệu của bộ vi xử lý x86 do Intel thiết kế, sản xuất và tiếp thị, nhắm đến thị trường máy trạm, máy chủ và hệ thống nhúng không dành cho người tiêu dùng.Phiên bản đầu tiên được giới thiệu vào tháng 6 năm 1998. Bộ vi xử lý Xeon dựa trên kiến trúc tương tự như các CPU cấp máy tính để bàn thông thường, nhưng có các tính năng nâng cao như hỗ trợ bộ nhớ ECC, số lượng lõi cao hơn, hỗ trợ lượng RAM lớn hơn, bộ nhớ đệm lớn hơn và cung cấp thêm cho độ tin cậy cấp doanh nghiệp, tính khả dụng và khả năng phục vụ (RAS) chịu trách nhiệm xử lý các ngoại lệ phần cứng thông qua Kiến trúc Kiểm tra Máy. Chúng thường có khả năng tiếp tục thực thi một cách an toàn mà bộ xử lý bình thường không thể do các tính năng RAS bổ sung này, tùy thuộc vào loại và mức độ nghiêm trọng của ngoại lệ kiểm tra máy (MCE). Một số cũng hỗ trợ hệ thống nhiều ổ cắm với hai, bốn hoặc tám ổ cắm thông qua việc sử dụng bus Kết nối Đường dẫn Nhanh (QPI).

## Tổng quát
Thương hiệu Xeon đã được duy trì qua nhiều thế hệ vi xử lý IA-32 và x86-64. Các mẫu cũ hơn đã thêm biệt danh Xeon vào cuối tên của bộ xử lý máy tính để bàn tương ứng của chúng, nhưng các mẫu gần đây hơn sử dụng tên Xeon cho riêng nó. Các CPU Xeon thường có nhiều bộ nhớ đệm hơn so với các dòng CPU khác.
|                                  | 1 - 2 đế cắm 3000/5000/E3/E5-1xxx và 2xxx/E7-2xxx | 1 - 2 đế cắm 3000/5000/E3/E5-1xxx và 2xxx/E7-2xxx | 1 - 2 đế cắm 3000/5000/E3/E5-1xxx và 2xxx/E7-2xxx | 4 - 8 đế cắm 7000/E5-4xxx/E7-4xxx và 8xxx | 4 - 8 đế cắm 7000/E5-4xxx/E7-4xxx và 8xxx | 4 - 8 đế cắm 7000/E5-4xxx/E7-4xxx và 8xxx |  |
| kích thước                       | Mã                                                | Số nhân (lõi)                                     | Phát hành                                         | Mã                                        | Số nhân (lõi)                             | Phát hành                                 |  |
| -------------------------------- | ------------------------------------------------- | ------------------------------------------------- | ------------------------------------------------- | ----------------------------------------- | ----------------------------------------- | ----------------------------------------- |  |
| 250 nm                           |                                                   |                                                   |                                                   | Drake                                     | 1                                         | 06/1998                                   |  |
| 250 nm                           | Tanner                                            | 1                                                 | 03/1999                                           |                                           |                                           |                                           |  |
| 180 nm                           | Cascades                                          | 1                                                 | 10/1999                                           |                                           |                                           |                                           |  |
| 180 nm                           | Foster                                            | 1                                                 | 05/2001                                           | Foster MP                                 | 1                                         | 03/2002                                   |  |
| 130 nm                           | Prestonia                                         | 1                                                 | 02/2002                                           |                                           |                                           |                                           |  |
| 130 nm                           | Gallatin                                          | 1                                                 | 03/2003                                           | Gallatin MP                               | 1                                         | 11/2002                                   |  |
| 90 nm                            | Nocona                                            | 1                                                 | 06/2004                                           |                                           |                                           |                                           |  |
| 90 nm                            | Irwindale                                         | 1                                                 | 02/2005                                           | Cranford                                  | 1                                         | 03/2005                                   |  |
| 90 nm                            |                                                   |                                                   |                                                   | Potomac                                   | 1                                         | 03/2005                                   |  |
| 90 nm                            | Paxville                                          | 2                                                 | 10/2005                                           | Paxville MP                               | 2                                         | 12/2005                                   |  |
| 65 nm                            | Dempsey                                           | 2                                                 | 05/2006                                           |                                           |                                           |                                           |  |
| 65 nm                            | Sossaman                                          | 2                                                 | 03/2006                                           |                                           |                                           |                                           |  |
| 65 nm                            | Woodcrest                                         | 2                                                 | 06/2006                                           | Tulsa                                     | 2                                         | 08/2006                                   |  |
| 65 nm                            | Conroe                                            | 2                                                 | 10/2006                                           |                                           |                                           |                                           |  |
| 65 nm                            | Clovertown                                        | 4                                                 | 11/2006                                           |                                           |                                           |                                           |  |
| 65 nm                            | Allendale                                         | 2                                                 | 01/2007                                           |                                           |                                           |                                           |  |
| 65 nm                            | Kentsfield                                        | 4                                                 | 01/2007                                           | Tigerton                                  | 2                                         | 09/2007                                   |  |
| 45 nm                            | Wolfdale DP                                       | 2                                                 | 11/2007                                           |                                           |                                           |                                           |  |
| 45 nm                            | Harpertown                                        | 4                                                 | 11/2007                                           |                                           |                                           |                                           |  |
| 45 nm                            | Wolfdale                                          | 2                                                 | 02/2008                                           |                                           |                                           |                                           |  |
| 45 nm                            | Yorkfield                                         | 4                                                 | 03/2008                                           | Dunnington                                | 4/6                                       | 09/2008                                   |  |
| 45 nm                            | Nehalem-EP                                        | 2/4                                               | 03/2009                                           |                                           |                                           |                                           |  |
| 45 nm                            | Bloomfield                                        | 4                                                 | 03/2009                                           |                                           |                                           |                                           |  |
| 45 nm                            | Gainestown                                        | 2/4                                               | 03/2009                                           |                                           |                                           |                                           |  |
| 45 nm                            | Beckton (65xx)                                    | 4/6/8                                             | 03/2010                                           | Beckton (75xx)                            | 4-8                                       | 03/2010                                   |  |
| 32 nm                            | Westmere-EP (56xx)                                | 2-6                                               | 03/2010                                           |                                           |                                           |                                           |  |
| 32 nm                            | Gulftown (W36xx)                                  | 6                                                 | 03/2010                                           |                                           |                                           |                                           |  |
| 32 nm                            | Westmere-EX (E7-2xxx)                             | 6-10                                              | 04/2011                                           | Westmere-EX (E7-4xxx/8xxx)                | 6-10                                      | 04/2011                                   |  |
| 32 nm                            | Sandy Bridge-EP                                   | 2-8                                               | 03/2012                                           | Sandy Bridge-EP (E5-46xx)                 | 4-8                                       | 05/2012                                   |  |
| 22 nm                            | Ivy Bridge (E3/E5-1xxx/E5-2xxx v2)                | 2-12                                              | 09/2013                                           | Ivy Bridge-EP (E5-46xx v2)                | 4-12                                      | 03/2014                                   |  |
| 22 nm                            | Ivy Bridge-EX (E7-28xx v2)                        | 12/15                                             | 02/2014                                           | Ivy Bridge-EX (E7-48xx/88xx v2)           | 6-12/15                                   | 02/2014                                   |  |
| 22 nm                            | Haswell (E3/E5-1xxx/E5-2xxx v3)                   | 2-18                                              | 09/2014                                           | Haswell-EP (E5-46xx v3)                   | 6-18                                      | 06/2015                                   |  |
| 22 nm                            |                                                   |                                                   |                                                   | Haswell-EX (E7-48xx/88xx v3)              | 4-18                                      | 05/2015                                   |  |
| 14 nm                            | Broadwell (E3/E5-1xxx/E5-2xxx v4)                 | 4-22                                              | 06/2015                                           |                                           |                                           |                                           |  |
| 14 nm                            | Skylake-DT (E3 v5)                                | 4                                                 | 10/2015                                           |                                           |                                           |                                           |  |
| 14 nm                            | Kaby Lake-DT                                      | 4                                                 | 03/2017                                           |                                           |                                           |                                           |  |
| 14 nm                            | Skylake-X                                         | 6-18                                              | 06/2017                                           | Skylake-SP                                | 4-28                                      | 07/2017                                   |  |
| 14 nm                            | Cascade Lake-X                                    | 10-18                                             | 11/2019                                           | Cascade Lake-SP                           | 4-28                                      | 04/2019                                   |  |
| 14 nm                            |                                                   |                                                   |                                                   | Cooper Lake-SP                            | 16-28                                     | 06/2020                                   |  |
| Danh sách Bộ vi xử lý Intel Xeon |                                                   |                                                   |                                                   |                                           |                                           |                                           |  |